# 14275 Dianemurray
14275 Dianemurray è un asteroide della fascia principale. Scoperto nel 2000, presenta un'orbita caratterizzata da un semiasse maggiore pari a 2,3062699 UA e da un'eccentricità di 0,0945282, inclinata di 2,90693° rispetto all'eclittica.